# 尤里克冰川
69°44′S 68°45′W / 69.733°S 68.750°W
尤里克冰川是南極洲的冰川，長33公里、寬31公里，最終注入喬治六世海峽，英國探險隊在1936年11月測量該冰川，現時由南極條約體系管理。